# Zum Heiligen Geist (Schongau)

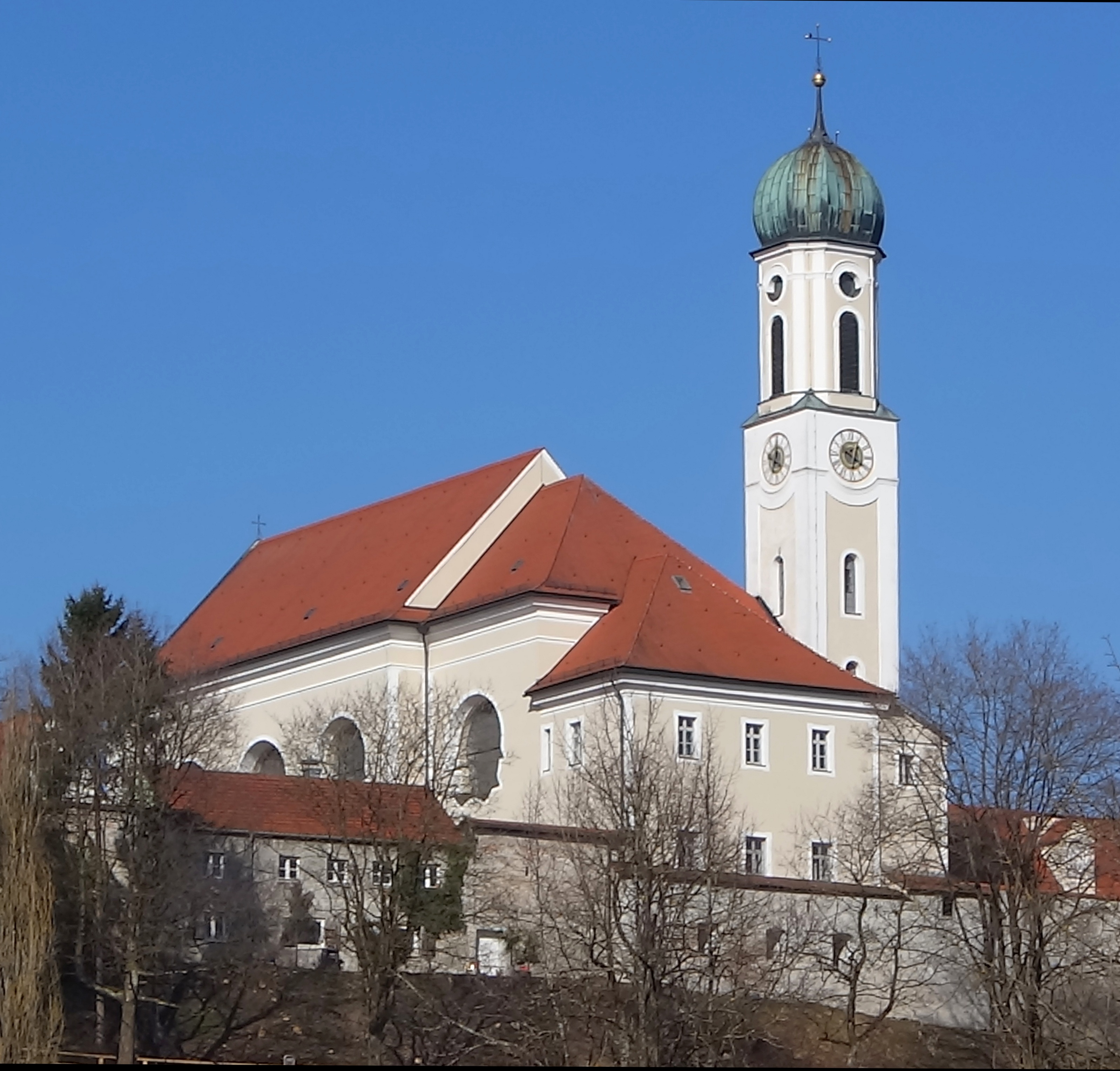
Zum Heiligen Geist in Schongau

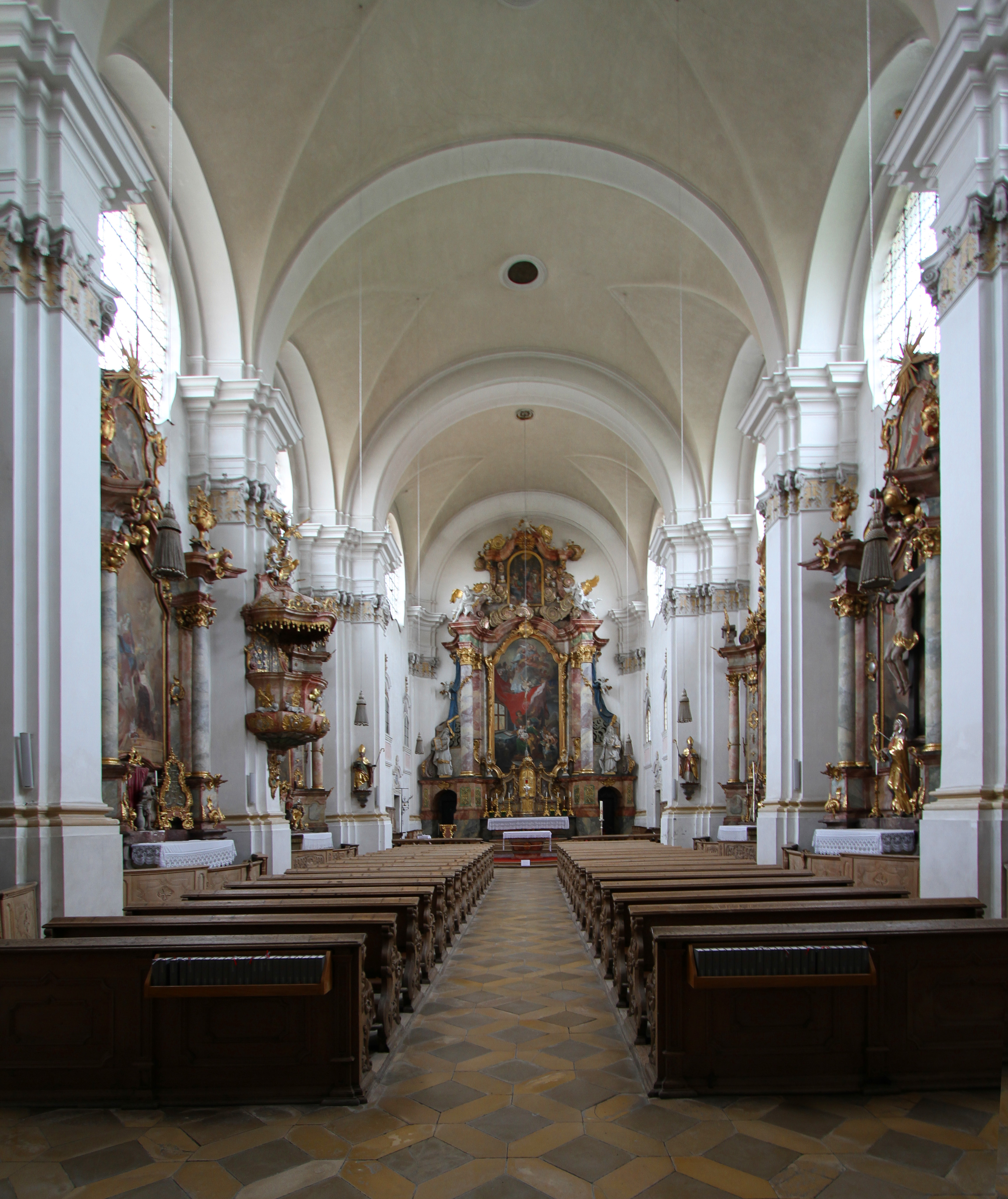
Innenraum

Die römisch-katholische Spitalkirche Zum Heiligen Geist steht in Schongau, einer Stadt im oberbayerischen Landkreis Weilheim-Schongau. Sie ist dem Patrozinium der heiligen Anna unterstellt und war bis 1802 die Klosterkirche des Karmeliter-Klosters. Sie ist in der Liste der Baudenkmäler in Schongau als Baudenkmal unter der Nr. D-1-90-148-32 eingetragen. Die Kirche gehört zur Pfarreiengemeinschaft Schongau im Dekanat Weilheim-Schongau des Bistums Augsburg.

## Beschreibung
Erbaut wurde die Kirche ab 1727 nach einem Entwurf von Joseph Schmuzer als Klosterkirche für das 1719 gegründete Karmeliter-Kloster in Schongau, und zwar an der Stelle einer alten St.-Anna-Kapelle. Die Kirchweihe war 1735. Infolge der Säkularisation kamen Kirche und Kloster in den Besitz der Stadt Schongau, die 1812 die Heiliggeist-Spitalstiftung dorthin verlegte. Die Kirche wurde mehrere Jahre hindurch als Magazin genutzt, und ein Abbruch konnte nur mit Mühe verhindert werden. 1815 wurde sie als Spitalkirche Zum Heiligen Geist wiedereröffnet, weiterhin mit dem Patrozinium der heiligen Anna. Renovierungen fanden 1898, 1961 innen und 1986 außen statt.

## Geschichte
Die barocke Wandpfeilerkirche besteht aus dem Langhaus und dem eingezogenen quadratischen Chor an der Südseite des Hofes. Der 1734 an der Nordwand des Chors errichtete, mit einer Zwiebelhaube bedeckte Chorflankenturm  enthält im Obergeschoss mit abgeschrägten Ecken den Glockenstuhl. Die zweigeschossige Westfassade mit dem Hauptportal ist in barocker Manier reich gegliedert.
Der Innenraum des Langhauses ist mit einem Stichkappengewölbe überspannt. Zur Kirchenausstattung gehören sieben Altäre. Der Hochaltar von 1753 wird Johann Baptist Straub zugeschrieben. Das von Gottfried Bernhard Göz geschaffene Altarretabel zeigt Anna, die Mutter Mariens. Im Altarauszug ist die Aussendung des Heiligen Geistes dargestellt. Über den seitlichen Durchgängen stehen Skulpturen des Zacharias und der Elisabet.

## Orgel

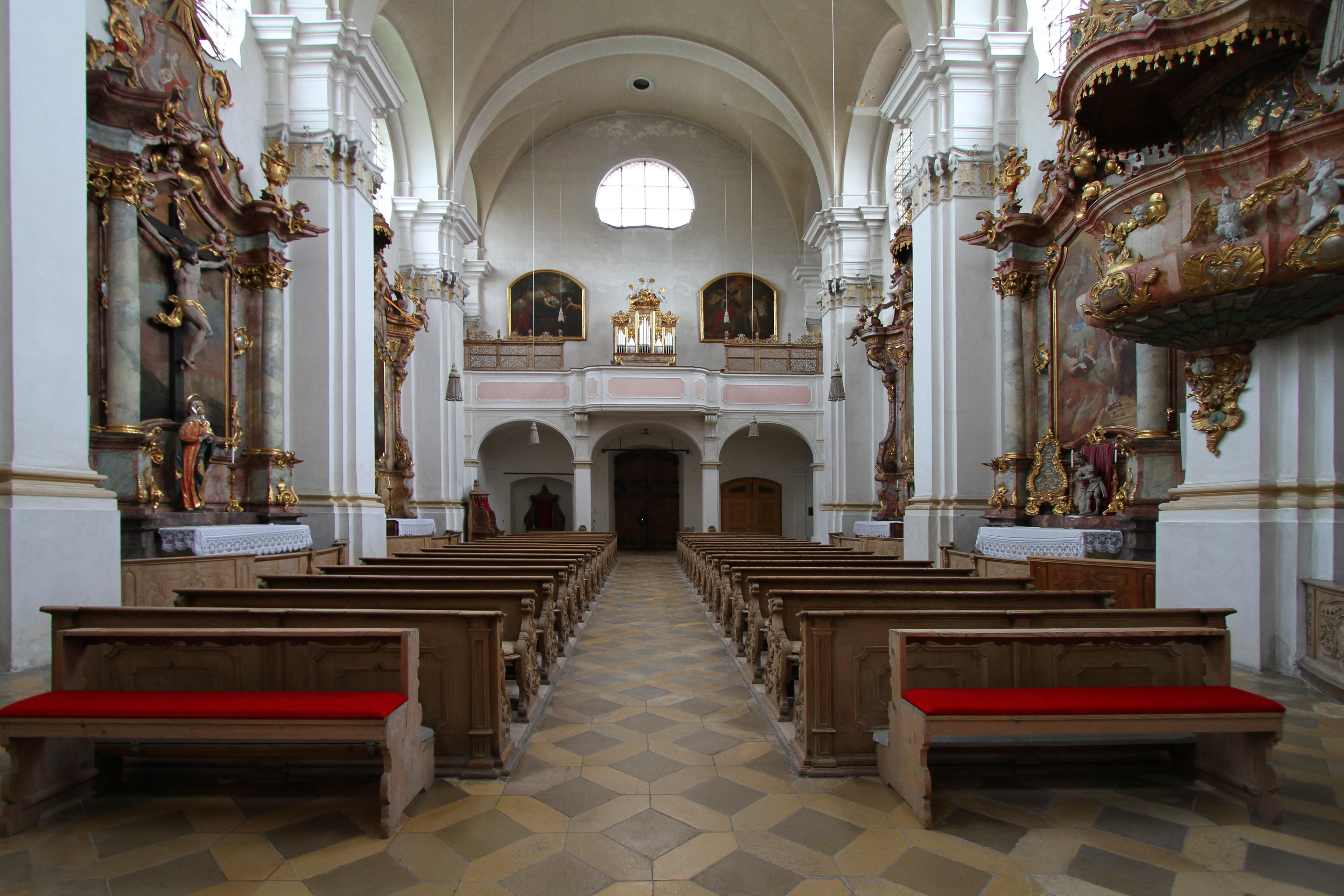
Blick zur Empore

Die Schleifladen-Orgel mit barockem Prospekt, mechanischer Spiel- und Registertraktur hat acht Register auf einem Manual und Pedal. Sie wurde um 1725/1735 von Ferdinand Stückl aus Schongau erbaut, ist im Kern aber möglicherweise älter. 1984 wurde das Instrument restauriert. Die Disposition lautet:
| Manual C, D, E, F, G, A – c’’’ |    |
| Principal                      | 8′ |
| Gedeckt                        | 8′ |
| Gamba                          | 8′ |
| Octav                          | 4′ |
| Flöte                          | 4′ |
| Quint                          | 3′ |
| Mixtur                         |    |

| Pedal C, D, E, F, G, A – gis |     |
| Subbaß                       | 16′ |

- Koppel: I/P.